# Tartrate de calcium
Le tartrate de calcium est un sous-produit de la vinification. Il est souvent présent avec le bitartrate de potassium.

## Origine
C'est un sel de calcium d'acide tartrique.
L'acide tartrique, qui se trouve naturellement dans le raisin, cristallise dans les tonneaux de vin pendant la fermentation du jus de raisin. Cette forme brute est récoltée et purifiée pour produire une poudre blanche, inodore et acide.